# Galeria Casa Font
La Galeria Casa Font és una obra de Gandesa (Terra Alta) inclosa a l'Inventari del Patrimoni Arquitectònic de Catalunya i actualment desapareguda.

## Descripció
Galeria que estava situada a la part superior de la façana de Casa Font, pel carrer del Call. Formada per vuit arcs rebaixats sobre columnes hexagonals, tots molt treballats amb relleus de llaços i formes geomètriques, del mateix tipus que els presents a la cornisa inferior de tot aquest conjunt per darrere apareix el mur de l'habitatge. És segur anterior al segle xix, encara que no gòtica pura, com sembla a cop d'ull. Revocada a base de guix.

## Història
El lloc ocupat per aquesta casa fou primitivament el corral del bestiar de la Casa Cervelló. Està davant la part posterior de la presó i fins al segle passat hi hagué entre les dues edificacions un arc que formava el portal de bitem.